# Güryıldız, Tokat
Güryıldız là một thị trấn thuộc thành phố Tokat, tỉnh Tokat, Thổ Nhĩ Kỳ. Dân số thời điểm năm 2011 là 2.083 người.